# ダブルループ学習
ダブルループ学習では、経験に照らし合わせて目標や意思決定ルールを変更することを伴う。最初のループは目標または意思決定ルールを使用し、2番目のループはそれらの変更を有効にするため、「ダブルループ」になる。ダブルループ学習は、問題を定義して解決する方法が問題の原因になる可能性があることを認識している。 このタイプの学習は、変化への適応を超えて、変化を予測または先取りすることで、創造性と革新を推進できるため、組織の学習に役立つ。 

## 概念
ダブルループ学習は、「シングルループ学習」とは対照的である。同じ問題を繰り返し試行し、方法を変えることなく、目標を疑うこともない。 Chris Argyrisは、次の例えを使用して、シングルループ学習とダブルループ学習の違いについて説明した。

ダブルループ学習は、決定が依存するメンタルモデルを変更する必要がある場合に使用される。単一のループとは異なり、このモデルには、周囲の変化やメンタルモデルの表現の変化の必要性を考慮に入れるなど、単純で静的なものから、より広く動的なものへの理解の変化が含まれる。組織の管理変数が関係しているため、組織の学習プロセスを開始する問題または不一致に小さな調整で対処できない場合に必要である。このような場合の組織学習は、診断と介入によって、基礎となるポリシー、仮定、および目標に変化が生じたときに発生する。アージリスによれば、多くの組織は、変化への抵抗、失敗への恐れ、制御の過度の強調など、多くの変数のために二重ループ学習に抵抗している。

参照モデルIおよびII
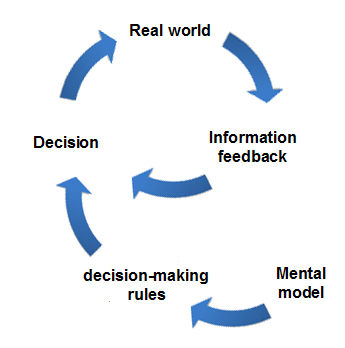
シングルループ学習
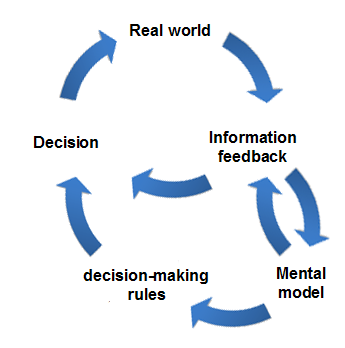
二重ループ学習

## 歴史的な先駆者
会社の行動理論（1963）は、ダブルループ学習（現在は次のように説明されます）を使用して、組織がどのように学習するかを説明している。
- Coherence therapy § Hierarchical organization of constructs
- Higher-order thinking
- Learning cycle
- Learning organization
- Mental model
- Metacognition
- Neurathian bootstrap
- Reflective equilibrium
- Reflective practice
- Second-order cybernetics